# Мірон-Костін (Ботошань)
Мірон-Костін (рум. Miron Costin) — село у повіті Ботошані в Румунії. Входить до складу комуни Влесінешть.
Село розташоване на відстані 394 км на північ від Бухареста, 30 км на північний схід від Ботошань, 99 км на північний захід від Ясс.

## Населення
За даними перепису населення 2002 року у селі проживали 468 осіб, усі — румуни. Усі жителі села рідною мовою назвали румунську.